# Liste des monuments historiques de la Corrèze
Cet article recense les monuments historiques de la Corrèze, en France.
- Pour les monuments historiques de Brive-la-Gaillarde, voir la liste des monuments historiques de Brive-la-Gaillarde
- Pour les monuments historiques de Collonges-la-Rouge, voir la liste des monuments historiques de Collonges-la-Rouge

## Statistiques
Au 21 juillet 2025, la Corrèze compte 383 édifices comportant au moins une protection au titre des monuments historiques, dont 108 sont classés et 287 sont inscrits. Le total des monuments classés et inscrits est supérieur au nombre total de monuments protégés car plusieurs d'entre eux sont à la fois classés et inscrits.

## Liste
La liste suivante les recense, organisés par commune.
- Haut – A
- B
- C
- D
- E
- F
- G
- H
- I
- J
- K
- L
- M
- N
- O
- P
- Q
- R
- S
- T
- U
- V
- W
- X
- Y
- Z

### A
| Monument                                                    | Commune         | Adresse                             | Coordonnées                      | Notice         | Protection     | Date      | Illustration                                               |
| ----------------------------------------------------------- | --------------- | ----------------------------------- | -------------------------------- | -------------- | -------------- | --------- | ---------------------------------------------------------- |
| Église Notre-Dame d'Albignac                                | Albignac        |                                     | 45° 08′ 20″ nord, 1° 40′ 39″ est | « PA00099644 » | Classé Inscrit | 1972      | Église Notre-Dame d'Albignac                               |
| Église Saint-Martin d'Albussac                              | Albussac        |                                     | 45° 08′ 23″ nord, 1° 50′ 08″ est | « PA00099645 » | Inscrit        | 1927      | Église Saint-Martin d'Albussac                             |
| Domaine du château du Saillant Vieux                        | Allassac        | le Saillant Vieux                   | 45° 16′ 40″ nord, 1° 27′ 38″ est | « PA19000033 » | Inscrit        | 2020      | Domaine du château du Saillant Vieux                       |
| École des Tours                                             | Allassac        |                                     | 45° 15′ 27″ nord, 1° 28′ 45″ est | « PA00125504 » | Inscrit        | 1993      | École des Tours                                            |
| Église de la Décollation-de- Saint-Jean-Baptiste d'Allassac | Allassac        |                                     | 45° 15′ 27″ nord, 1° 28′ 33″ est | « PA00099646 » | Classé         | 1914      | Église de la Décollation-de-Saint-Jean-Baptiste d'Allassac |
| Pont du Saillant                                            | Allassac        | le Saillant                         | 45° 16′ 34″ nord, 1° 27′ 27″ est | « PA00099647 » | Classé         | 1969      | Pont du Saillant                                           |
| Tour de César                                               | Allassac        |                                     | 45° 15′ 29″ nord, 1° 28′ 34″ est | « PA00099648 » | Inscrit        | 1949      | Tour de César                                              |
| Église Saint-Pierre d'Alleyrat                              | Alleyrat        |                                     | 45° 34′ 34″ nord, 2° 12′ 56″ est | « PA00099649 » | Inscrit        | 1975      | Église Saint-Pierre d'Alleyrat                             |
| Église Saint-Étienne d'Altillac                             | Altillac        |                                     | 44° 58′ 40″ nord, 1° 50′ 50″ est | « PA00099650 » | Classé         | 1975      | Église Saint-Étienne d'Altillac                            |
| Calvaire de Besse                                           | Ambrugeat       |                                     | 45° 30′ 28″ nord, 2° 07′ 00″ est | « PA00099651 » | Inscrit        | 1989      | Calvaire de Besse                                          |
| Château du Bac                                              | Argentat        | Avenue Lamartine                    | 45° 05′ 12″ nord, 1° 56′ 24″ est | « PA00099652 » | Inscrit        | 1966      | Château du Bac                                             |
| Granges-étables de l'Hospital                               | Argentat        | L'Hospital                          | 45° 04′ 24″ nord, 1° 56′ 15″ est | « PA19000015 » | Inscrit        | 2002      | Granges-étables de l'Hospital                              |
| Grave de Roland                                             | Argentat        | La Marque La Croix de Mission       | 45° 05′ 36″ nord, 1° 55′ 42″ est | « PA00099654 » | Classé         | 1889      | Grave de Roland                                            |
| Manoir de l'Eyrial                                          | Argentat        | Rue du Teil Rue du Portail-Lavergne | 45° 05′ 34″ nord, 1° 56′ 14″ est | « PA00099653 » | Inscrit        | 1968      | Manoir de l'Eyrial                                         |
| Église Saint-Pierre-et-Saint-Pardoux d'Arnac-Pompadour      | Arnac-Pompadour |                                     | 45° 24′ 37″ nord, 1° 22′ 11″ est | « PA00099656 » | Classé         | 1846      | Église Saint-Pierre-et-Saint-Pardoux d'Arnac-Pompadour     |
| Haras national de Pompadour                                 | Arnac-Pompadour |                                     | 45° 23′ 50″ nord, 1° 22′ 41″ est | « PA00099655 » | Inscrit        | 1926 2015 | Haras national de Pompadour                                |
| Château d'Estresse                                          | Astaillac       |                                     | 44° 57′ 14″ nord, 1° 51′ 03″ est | « PA00099657 » | Inscrit        | 1971      | Château d'Estresse                                         |
| Abbaye d'Aubazine                                           | Aubazines       |                                     | 45° 10′ 29″ nord, 1° 40′ 14″ est | « PA00099658 » | Classé         | 1840 1988 | Abbaye d'Aubazine                                          |
| Canal des moines d'Obazine                                  | Aubazines       |                                     | 45° 10′ 31″ nord, 1° 40′ 17″ est | « PA00099659 » | Classé         | 1965 1966 | Canal des moines d'Obazine                                 |
| Cromlech du Puy de Pauliac                                  | Aubazines       |                                     | 45° 10′ 59″ nord, 1° 41′ 02″ est | « PA00099660 » | Classé         | 1889      | Cromlech du Puy de Pauliac                                 |
| Monastère du Coyroux                                        | Aubazines       |                                     | 45° 10′ 14″ nord, 1° 40′ 44″ est | « PA00099661 » | Classé         | 1988      | Monastère du Coyroux                                       |
| Église Saint-Côme-Saint-Damien d'Auriac                     | Auriac          |                                     | 45° 12′ 15″ nord, 2° 08′ 56″ est | « PA00099662 » | Inscrit        | 1969      | Église Saint-Côme-Saint-Damien d'Auriac                    |

- Haut – A
- B
- C
- D
- E
- F
- G
- H
- I
- J
- K
- L
- M
- N
- O
- P
- Q
- R
- S
- T
- U
- V
- W
- X
- Y
- Z

### B
| Monument | Commune               | Adresse                                                    | Coordonnées                                                | Notice                                                     | Protection                                                 | Date                                                       | Illustration                                                           |
| --- | --------------------- | ---------------------------------------------------------- | ---------------------------------------------------------- | ---------------------------------------------------------- | ---------------------------------------------------------- | ---------------------------------------------------------- | ---------------------------------------------------------------------- |
| Croix du Ciriex | Bassignac-le-Haut     | Le Siriex                                                  | 45° 11′ 56″ nord, 2° 05′ 26″ est                           | « PA00099665 »                                             | Classé                                                     | 1929                                                       | Image manquante Téléverser                                             |
| Croix couverte de Bassignac-le-Haut | Bassignac-le-Haut     |                                                            | 45° 12′ 43″ nord, 2° 04′ 17″ est                           | « PA00099664 »                                             | Classé                                                     | 1923                                                       | Croix couverte de Bassignac-le-Haut                                    |
| Croix de l'Ouradour | Bassignac-le-Haut     | C.I.C. 72                                                  | 45° 12′ 40″ nord, 2° 04′ 20″ est                           | « PA00099663 »                                             | Classé                                                     | 1927                                                       | Image manquante Téléverser                                             |
| Église Saint-Pierre-ès-Liens de Bassignac-le-Haut | Bassignac-le-Haut     |                                                            | 45° 12′ 44″ nord, 2° 04′ 18″ est                           | « PA00099666 »                                             | Inscrit                                                    | 1988                                                       | Église Saint-Pierre-ès-Liens de Bassignac-le-Haut                      |
| Abbatiale Saint-Pierre de Beaulieu-sur-Dordogne | Beaulieu-sur-Dordogne |                                                            | 44° 58′ 46″ nord, 1° 50′ 18″ est                           | « PA00099667 »                                             | Classé Inscrit                                             | 1862 1934 1965                                             | Abbatiale Saint-Pierre de Beaulieu-sur-Dordogne                        |
| Église Notre-Dame de Beaulieu-sur-Dordogne Chapelle des Pénitents bleus | Beaulieu-sur-Dordogne | rue des Pénitents                                          | 44° 58′ 55″ nord, 1° 50′ 11″ est                           | « PA00099668 »                                             | Classé                                                     | 1927                                                       | Église Notre-Dame de Beaulieu-sur-DordogneChapelle des Pénitents bleus |
| Hôtel de ville de Beaulieu-sur-Dordogne | Beaulieu-sur-Dordogne | Place Albert ; rue de Versailles                           | 44° 58′ 42″ nord, 1° 50′ 25″ est                           | « PA00099670 »                                             | Inscrit                                                    | 1927                                                       | Hôtel de ville de Beaulieu-sur-Dordogne                                |
| Immeuble du Bessol | Beaulieu-sur-Dordogne | Place Marbot                                               | 44° 58′ 42″ nord, 1° 50′ 16″ est                           | « PA00099671 »                                             | Inscrit                                                    | 1949                                                       | Immeuble du Bessol                                                     |
| Institution Sévigné | Beaulieu-sur-Dordogne | 2-6 rue Saint-Roch ; boulevard Rodolphe-de-Turenne         | 44° 58′ 44″ nord, 1° 50′ 23″ est                           | « PA00099669 »                                             | Inscrit                                                    | 1949                                                       | Institution Sévigné                                                    |
| Maison du XVe siècle | Beaulieu-sur-Dordogne | Place de la Bridolle                                       | 44° 58′ 46″ nord, 1° 50′ 16″ est                           | « PA00099675 »                                             | Inscrit                                                    | 1949                                                       | Maison du XVe siècle                                                   |
| Auberge de jeunesse | Beaulieu-sur-Dordogne | Place du Monturu Rue des Estrémouillères                   | 44° 58′ 54″ nord, 1° 50′ 10″ est                           | « PA00099677 »                                             | Inscrit                                                    | 1949                                                       | Auberge de jeunesse                                                    |
| Maison Renaissance | Beaulieu-sur-Dordogne | Place de la Bridolle                                       | 44° 58′ 46″ nord, 1° 50′ 15″ est                           | « PA00099672 »                                             | Classé                                                     | 1928                                                       | Maison Renaissance                                                     |
| Maison Beyssac | Beaulieu-sur-Dordogne | Rue du Barry-du-Cros                                       | 44° 58′ 48″ nord, 1° 50′ 21″ est                           | « PA00099674 »                                             | Inscrit                                                    | 1949                                                       | Image manquante Téléverser                                             |
| Maison Bosselut | Beaulieu-sur-Dordogne | Rue de la République                                       | 44° 58′ 48″ nord, 1° 50′ 16″ est                           | « PA00099679 »                                             | Inscrit                                                    | 1949                                                       | Maison Bosselut                                                        |
| Maison Calary | Beaulieu-sur-Dordogne | 12 rue Sainte-Catherine 15 boulevard Rodolphe-de-Turenne   | 44° 58′ 45″ nord, 1° 50′ 20″ est                           | « PA00099680 »                                             | Inscrit                                                    | 1949                                                       | Maison Calary                                                          |
| Maison Clare | Beaulieu-sur-Dordogne | Rue Patata                                                 | 44° 58′ 49″ nord, 1° 50′ 14″ est                           | « PA00099678 »                                             | Inscrit                                                    | 1949                                                       | Maison Clare                                                           |
| Maison Plazanet | Beaulieu-sur-Dordogne | Rue du Collège                                             | 44° 58′ 43″ nord, 1° 50′ 13″ est                           | « PA00099673 »                                             | Inscrit                                                    | 1949                                                       | Maison Plazanet                                                        |
| Maison Rigal | Beaulieu-sur-Dordogne | rue Henri-Chapoulart                                       | 44° 58′ 45″ nord, 1° 50′ 25″ est                           | « PA00099676 »                                             | Inscrit                                                    | 1949                                                       | Maison Rigal                                                           |
| Porte de Beaulieu-sur-Dordogne | Beaulieu-sur-Dordogne |                                                            | 44° 58′ 46″ nord, 1° 50′ 16″ est                           | « PA00099681 »                                             | Inscrit                                                    | 1949                                                       | Porte de Beaulieu-sur-Dordogne                                         |
| Porte Sainte-Catherine | Beaulieu-sur-Dordogne | Rue Sainte-Catherine ; boulevard Rodolphe-de-Turenne       | 44° 58′ 45″ nord, 1° 50′ 23″ est                           | « PA00099682 »                                             | Inscrit                                                    | 1949                                                       | Porte Sainte-Catherine                                                 |
| Croix de Beaumont | Beaumont              | Place du Bourg                                             | 45° 25′ 20″ nord, 1° 48′ 08″ est                           | « PA00099683 »                                             | Inscrit                                                    | 1927                                                       | Croix de Beaumont                                                      |
| Cabane de la Fée | Beynat                | Brugeilles                                                 | 45° 08′ 47″ nord, 1° 42′ 43″ est                           | « PA00099684 »                                             | Classé                                                     | 1910                                                       | Cabane de la Fée                                                       |
| Église Saint-Eutrope de Beyssac | Beyssac               |                                                            | 45° 22′ 15″ nord, 1° 24′ 12″ est                           | « PA00099685 »                                             | Inscrit                                                    | 1926                                                       | Église Saint-Eutrope de Beyssac                                        |
| Domaine des Monts de Beyssac | Beyssac               | Les Monts                                                  | 45° 22′ 10″ nord, 1° 25′ 08″ est                           | « PA19000024 »                                             | Inscrit                                                    | 2013                                                       | Image manquante Téléverser                                             |
| Haras national de Pompadour (succursale de La Vilatte ; succursale de La Rivière avec les vestiges du château, l'écurie de l'Horloge, la chapelle, l'écurie de la Chapelle) | Beyssac               |                                                            | 45° 21′ 53″ nord, 1° 24′ 15″ est                           |                                                            | Inscrit                                                    | 2015                                                       | Image manquante Téléverser                                             |
| Église Saint-Martin de Bilhac | Bilhac                |                                                            | 44° 56′ 39″ nord, 1° 46′ 29″ est                           | « PA00099686 »                                             | Inscrit                                                    | 1925                                                       | Église Saint-Martin de Bilhac                                          |
| Halles de Bort-les-Orgues | Bort-les-Orgues       | Place du 19-Octobre                                        | 45° 24′ 04″ nord, 2° 29′ 44″ est                           | « PA00099687 »                                             | Inscrit                                                    | 1965                                                       | Halles de Bort-les-Orgues                                              |
| Pigeonnier-porche de Branceilles | Branceilles           | La Bourdie                                                 | 44° 59′ 56″ nord, 1° 41′ 56″ est                           | « PA19000020 »                                             | Inscrit                                                    | 2010                                                       | Image manquante Téléverser                                             |
| | Brive-la-Gaillarde    | Voir liste des monuments historiques de Brive-la-Gaillarde | Voir liste des monuments historiques de Brive-la-Gaillarde | Voir liste des monuments historiques de Brive-la-Gaillarde | Voir liste des monuments historiques de Brive-la-Gaillarde | Voir liste des monuments historiques de Brive-la-Gaillarde | Voir liste des monuments historiques de Brive-la-Gaillarde             |
| Église Saint-Pierre de Brivezac | Brivezac              |                                                            | 45° 01′ 32″ nord, 1° 50′ 23″ est                           | « PA00099703 »                                             | Inscrit                                                    | 1988                                                       | Église Saint-Pierre de Brivezac                                        |
| Église Saint-Pardoux de Bugeat | Bugeat                |                                                            | 45° 35′ 50″ nord, 1° 55′ 39″ est                           | « PA00099704 »                                             | Classé                                                     | 1917                                                       | Église Saint-Pardoux de Bugeat                                         |
| Villa gallo-romaine du Champ du Palais | Bugeat                | Le Champ du Palais Le Massoutre                            | 45° 35′ 21″ nord, 1° 55′ 53″ est                           | « PA19000029 »                                             | Inscrit                                                    | 2015                                                       | Image manquante Téléverser                                             |

- Haut – A
- B
- C
- D
- E
- F
- G
- H
- I
- J
- K
- L
- M
- N
- O
- P
- Q
- R
- S
- T
- U
- V
- W
- X
- Y
- Z

### C
| Monument                                                      | Commune                       | Adresse                                                    | Coordonnées                                                | Notice                                                     | Protection                                                 | Date                                                       | Illustration                                                  |
| ------------------------------------------------------------- | ----------------------------- | ---------------------------------------------------------- | ---------------------------------------------------------- | ---------------------------------------------------------- | ---------------------------------------------------------- | ---------------------------------------------------------- | ------------------------------------------------------------- |
| Église Saint-Mathurin de Saint-Mathurin-Léobazel              | Camps-Saint-Mathurin-Léobazel |                                                            | 45° 01′ 04″ nord, 2° 00′ 49″ est                           | « PA00099868 »                                             | Inscrit                                                    | 1976                                                       | Image manquante Téléverser                                    |
| Château de la Farge                                           | Chamberet                     |                                                            | 45° 34′ 53″ nord, 1° 41′ 19″ est                           | « PA00099971 »                                             | Inscrit                                                    | 1991                                                       | Image manquante Téléverser                                    |
| Manoir de Chamberet                                           | Chamberet                     | Rue des Fossés Place de l'Église                           | 45° 35′ 02″ nord, 1° 43′ 18″ est                           | « PA00099975 »                                             | Inscrit                                                    | 1992                                                       | Image manquante Téléverser                                    |
| Église Saint-Côme-et-Saint-Damien de Chamboulive              | Chamboulive                   |                                                            | 45° 25′ 57″ nord, 1° 42′ 13″ est                           | « PA00099705 »                                             | Classé                                                     | 1921                                                       | Église Saint-Côme-et-Saint-Damien de Chamboulive              |
| Église Saint-Étienne de Chameyrat                             | Chameyrat                     |                                                            | 45° 14′ 01″ nord, 1° 41′ 52″ est                           | « PA00099706 »                                             | Inscrit                                                    | 1963                                                       | Église Saint-Étienne de Chameyrat                             |
| Croix de Malangle                                             | Chanac-les-Mines              | Malangle Chemin de Loreiller                               | 45° 16′ 17″ nord, 1° 48′ 55″ est                           | « PA00099707 »                                             | Inscrit                                                    | 1925                                                       | Croix de Malangle                                             |
| Église Saint-Michel de Chanteix                               | Chanteix                      |                                                            | 45° 18′ 37″ nord, 1° 38′ 07″ est                           | « PA00099708 »                                             | Inscrit                                                    | 1972                                                       | Église Saint-Michel de Chanteix                               |
| Église Saint-Géraud de La Chapelle-Saint-Géraud               | La Chapelle-Saint-Géraud      |                                                            | 45° 02′ 25″ nord, 1° 57′ 12″ est                           | « PA00099710 »                                             | Inscrit                                                    | 1971                                                       | Église Saint-Géraud de La Chapelle-Saint-Géraud               |
| Gisement préhistorique Bouffia Bonneval                       | La Chapelle-aux-Saints        | Le Bourg                                                   | 44° 59′ 14″ nord, 1° 43′ 25″ est                           | « PA00099709 »                                             | Inscrit                                                    | 1981                                                       | Gisement préhistorique Bouffia Bonneval                       |
| Église Notre-Dame de Chapelle-Spinasse                        | Chapelle-Spinasse             |                                                            | 45° 21′ 36″ nord, 2° 02′ 33″ est                           | « PA00099711 »                                             | Classé                                                     | 1977                                                       | Église Notre-Dame de Chapelle-Spinasse                        |
| Château de Couzages                                           | Chasteaux                     | Couzages                                                   | 45° 05′ 19″ nord, 1° 26′ 15″ est                           | « PA00099712 »                                             | Classé                                                     | 1996                                                       | Château de Couzages                                           |
| Croix de chemin de Chaumeil                                   | Chaumeil                      |                                                            | 45° 27′ 22″ nord, 1° 52′ 49″ est                           | « PA00099713 »                                             | Classé                                                     | 1972                                                       | Croix de chemin de Chaumeil                                   |
| Église Saint-Jacques de Chaumeil                              | Chaumeil                      |                                                            | 45° 27′ 23″ nord, 1° 52′ 50″ est                           | « PA00099714 »                                             | Inscrit                                                    | 1927                                                       | Église Saint-Jacques de Chaumeil                              |
| Église de Chenailler-Mascheix                                 | Chenailler-Mascheix           |                                                            | 45° 03′ 13″ nord, 1° 50′ 25″ est                           | « PA00099715 »                                             | Inscrit                                                    | 1972                                                       | Église de Chenailler-Mascheix                                 |
| Château de Sédières                                           | Clergoux                      |                                                            | 45° 17′ 30″ nord, 1° 56′ 59″ est                           | « PA00099716 »                                             | Classé                                                     | 1958                                                       | Château de Sédières                                           |
| Église Notre-Dame de Clergoux                                 | Clergoux                      |                                                            | 45° 16′ 42″ nord, 1° 58′ 21″ est                           | « PA00099717 »                                             | Inscrit                                                    | 1972                                                       | Église Notre-Dame de Clergoux                                 |
|                                                               | Collonges-la-Rouge            | Voir liste des monuments historiques de Collonges-la-Rouge | Voir liste des monuments historiques de Collonges-la-Rouge | Voir liste des monuments historiques de Collonges-la-Rouge | Voir liste des monuments historiques de Collonges-la-Rouge | Voir liste des monuments historiques de Collonges-la-Rouge | Voir liste des monuments historiques de Collonges-la-Rouge    |
| Église Saint-Julien de Brioude                                | Concèze                       |                                                            | 45° 21′ 16″ nord, 1° 20′ 42″ est                           | « PA00099744 »                                             | Classé                                                     | 1922                                                       | Église Saint-Julien de Brioude                                |
| Prieuré de Port-Dieu                                          | Confolent-Port-Dieu           |                                                            | 45° 31′ 15″ nord, 2° 30′ 55″ est                           | « PA00099745 »                                             | Inscrit                                                    | 1988                                                       | Prieuré de Port-Dieu                                          |
| Château de Cornil                                             | Cornil                        |                                                            | 45° 12′ 48″ nord, 1° 41′ 29″ est                           | « PA00099746 »                                             | Inscrit                                                    | 1927                                                       | Château de Cornil                                             |
| Église de l'Invention-des-Reliques-de-Saint-Étienne de Cornil | Cornil                        |                                                            | 45° 12′ 49″ nord, 1° 41′ 30″ est                           | « PA00099747 »                                             | Inscrit                                                    | 1927                                                       | Église de l'Invention-des-Reliques-de-Saint-Étienne de Cornil |
| Chapelle des Pénitents blancs de Corrèze                      | Corrèze                       |                                                            | 45° 22′ 25″ nord, 1° 52′ 29″ est                           | « PA00099748 »                                             | Inscrit                                                    | 1988                                                       | Chapelle des Pénitents blancs de Corrèze                      |
| Église Saint-Martial de Corrèze                               | Corrèze                       |                                                            | 45° 22′ 17″ nord, 1° 52′ 31″ est                           | « PA00099749 »                                             | Inscrit                                                    | 1972                                                       | Église Saint-Martial de Corrèze                               |
| Porte de Corrèze Porte Margot                                 | Corrèze                       |                                                            | 45° 22′ 17″ nord, 1° 52′ 29″ est                           | « PA00099750 »                                             | Inscrit                                                    | 1927                                                       | Porte de CorrèzePorte Margot                                  |
| Château de Cosnac                                             | Cosnac                        |                                                            | 45° 08′ 12″ nord, 1° 35′ 01″ est                           | « PA00099751 »                                             | Inscrit                                                    | 1987                                                       | Château de Cosnac                                             |
| Église Saint-Just de Cosnac                                   | Cosnac                        |                                                            | 45° 08′ 11″ nord, 1° 35′ 01″ est                           | « PA19000034 »                                             | Inscrit                                                    | 2024                                                       | Église Saint-Just de Cosnac                                   |
| Croix de chemin de Couffy-sur-Sarsonne                        | Couffy-sur-Sarsonne           | Chemin du cimetière                                        | 45° 39′ 42″ nord, 2° 19′ 49″ est                           | « PA00099752 »                                             | Inscrit                                                    | 1972                                                       | Image manquante Téléverser                                    |
| Église Saint-Pierre-ès-Liens de Courteix                      | Courteix                      |                                                            | 45° 38′ 55″ nord, 2° 20′ 35″ est                           | « PA00099753 »                                             | Inscrit                                                    | 1976                                                       | Église Saint-Pierre-ès-Liens de Courteix                      |
| Château de la Johannie                                        | Curemonte                     |                                                            | 45° 00′ 00″ nord, 1° 44′ 34″ est                           | « PA00099754 »                                             | Inscrit                                                    | 1981                                                       | Château de la Johannie                                        |
| Château de Saint-Hilaire et château des Plas                  | Curemonte                     |                                                            | 45° 00′ 04″ nord, 1° 44′ 34″ est                           | « PA00099759 »                                             | Classé                                                     | 1991                                                       | Château de Saint-Hilaire et château des Plas                  |
| Croix de cimetière de Curemonte                               | Curemonte                     | Place attenante à l'église                                 | 45° 00′ 00″ nord, 1° 44′ 34″ est                           | « PA00099755 »                                             | Classé                                                     | 1912                                                       | Croix de cimetière de Curemonte                               |
| Église Saint-Barthélemy de Curemonte                          | Curemonte                     |                                                            | 45° 00′ 02″ nord, 1° 44′ 35″ est                           | « PA00099756 »                                             | Inscrit                                                    | 1927                                                       | Église Saint-Barthélemy de Curemonte                          |
| Église Saint-Genest de Curemonte                              | Curemonte                     | Les Granges Hameau les Granges                             | 45° 00′ 50″ nord, 1° 44′ 44″ est                           | « PA00099758 »                                             | Inscrit                                                    | 1971                                                       | Église Saint-Genest de Curemonte                              |
| Église Saint-Hilaire de Curemonte                             | Curemonte                     | La Combe                                                   | 45° 00′ 17″ nord, 1° 43′ 32″ est                           | « PA00099757 »                                             | Classé                                                     | 1970                                                       | Église Saint-Hilaire de Curemonte                             |
| Maison                                                        | Curemonte                     |                                                            | 45° 00′ 03″ nord, 1° 44′ 36″ est                           | « PA19000007 »                                             | Inscrit                                                    | 2000                                                       | Maison                                                        |

- Haut – A
- B
- C
- D
- E
- F
- G
- H
- I
- J
- K
- L
- M
- N
- O
- P
- Q
- R
- S
- T
- U
- V
- W
- X
- Y
- Z

### D
| Monument                           | Commune  | Adresse           | Coordonnées                      | Notice         | Protection | Date | Illustration                       |
| ---------------------------------- | -------- | ----------------- | -------------------------------- | -------------- | ---------- | ---- | ---------------------------------- |
| Église Saint-Pardoux de Dampniat   | Dampniat |                   | 45° 10′ 04″ nord, 1° 37′ 58″ est | « PA00099760 » | Inscrit    | 1927 | Église Saint-Pardoux de Dampniat   |
| Château du Lieuteret               | Darnets  |                   | 45° 25′ 34″ nord, 2° 07′ 39″ est | « PA00099761 » | Inscrit    | 1969 | Image manquante Téléverser         |
| Croix de chemin de Darnets         | Darnets  | D 119             | 45° 25′ 36″ nord, 2° 06′ 32″ est | « PA00099762 » | Inscrit    | 1927 | Croix de chemin de Darnets         |
| Église Saint-Maurice de Darnets    | Darnets  |                   | 45° 25′ 33″ nord, 2° 06′ 37″ est | « PA00099763 » | Classé     | 1923 | Église Saint-Maurice de Darnets    |
| Église Saint-Saturnin de Davignac  | Davignac |                   | 45° 29′ 03″ nord, 2° 05′ 34″ est | « PA00099764 » | Inscrit    | 1991 | Église Saint-Saturnin de Davignac  |
| Chapelle des Pénitents de Donzenac | Donzenac |                   | 45° 13′ 33″ nord, 1° 31′ 28″ est | « PA00099765 » | Inscrit    | 1967 | Chapelle des Pénitents de Donzenac |
| Église Saint-Martin de Donzenac    | Donzenac |                   | 45° 13′ 39″ nord, 1° 31′ 24″ est | « PA00099766 » | Classé     | 1932 | Église Saint-Martin de Donzenac    |
| Immeuble                           | Donzenac | Place du Marché   | 45° 13′ 38″ nord, 1° 31′ 24″ est | « PA00099767 » | Inscrit    | 1967 | Image manquante Téléverser         |
| Maison                             | Donzenac | Rue du Puy-Soubre | 45° 13′ 44″ nord, 1° 31′ 19″ est | « PA00099768 » | Inscrit    | 1967 | Image manquante Téléverser         |
| Porche du Puy-Soubre               | Donzenac |                   | 45° 13′ 42″ nord, 1° 31′ 20″ est | « PA00099769 » | Inscrit    | 1967 | Image manquante Téléverser         |

- Haut – A
- B
- C
- D
- E
- F
- G
- H
- I
- J
- K
- L
- M
- N
- O
- P
- Q
- R
- S
- T
- U
- V
- W
- X
- Y
- Z

### E
| Monument                                           | Commune     | Adresse                   | Coordonnées                      | Notice         | Protection | Date      | Illustration                                       |
| -------------------------------------------------- | ----------- | ------------------------- | -------------------------------- | -------------- | ---------- | --------- | -------------------------------------------------- |
| Église Saint-Antoine-l'Ermite d'Égletons           | Égletons    | Place de l'Hôtel-de-Ville | 45° 24′ 22″ nord, 2° 02′ 45″ est | « PA19000012 » | Inscrit    | 2001 2012 | Église Saint-Antoine-l'Ermite d'Égletons           |
| Porte provenant des ruines du château de Ventadour | Égletons    | 11bis rue Mouricou        | 45° 24′ 20″ nord, 2° 02′ 43″ est | « PA00099770 » | Inscrit    | 1927      | Porte provenant des ruines du château de Ventadour |
| Village de vacances du Gril                        | Égletons    | Le Gril                   | 45° 25′ 16″ nord, 2° 03′ 33″ est | « PA19000023 » | Inscrit    | 2012      | Village de vacances du Gril                        |
| Château de Puy-de-Val                              | Espagnac    |                           | 45° 14′ 56″ nord, 1° 51′ 07″ est | « PA00099771 » | Inscrit    | 1927 2011 | Image manquante Téléverser                         |
| Château-la-Blanche                                 | Espartignac |                           | 45° 25′ 22″ nord, 1° 35′ 37″ est | « PA00125505 » | Inscrit    | 1993      | Image manquante Téléverser                         |
| Maison du Loup                                     | Espartignac |                           | 45° 25′ 22″ nord, 1° 35′ 36″ est | « PA00099772 » | Classé     | 1989      | Image manquante Téléverser                         |
| Église Saint-Barthélemy d'Estivals                 | Estivals    |                           | 45° 01′ 42″ nord, 1° 27′ 44″ est | « PA00099773 » | Inscrit    | 1925      | Image manquante Téléverser                         |
| Église Saint-Pierre d'Eyrein                       | Eyrein      |                           | 45° 20′ 04″ nord, 1° 56′ 51″ est | « PA00099774 » | Classé     | 1913      | Église Saint-Pierre d'Eyrein                       |

- Haut – A
- B
- C
- D
- E
- F
- G
- H
- I
- J
- K
- L
- M
- N
- O
- P
- Q
- R
- S
- T
- U
- V
- W
- X
- Y
- Z

### F
| Monument          | Commune | Adresse            | Coordonnées                      | Notice         | Protection | Date | Illustration      |
| ----------------- | ------- | ------------------ | -------------------------------- | -------------- | ---------- | ---- | ----------------- |
| Château de Favars | Favars  | Rue de la Fontaine | 45° 15′ 41″ nord, 1° 40′ 40″ est | « PA00099775 » | Inscrit    | 1949 | Château de Favars |

- Haut – A
- B
- C
- D
- E
- F
- G
- H
- I
- J
- K
- L
- M
- N
- O
- P
- Q
- R
- S
- T
- U
- V
- W
- X
- Y
- Z

### G
| Monument                                   | Commune            | Adresse | Coordonnées                      | Notice         | Protection | Date | Illustration                               |
| ------------------------------------------ | ------------------ | ------- | -------------------------------- | -------------- | ---------- | ---- | ------------------------------------------ |
| Castel Vuillier                            | Gimel-les-Cascades |         | 45° 17′ 55″ nord, 1° 51′ 03″ est | « PA19000031 » | Inscrit    | 2018 | Image manquante Téléverser                 |
| Église Saint-Étienne-de-Braguse            | Gimel-les-Cascades |         | 45° 17′ 53″ nord, 1° 50′ 43″ est | « PA00099776 » | Inscrit    | 1926 | Église Saint-Étienne-de-Braguse            |
| Église Saint-Pardoux de Gimel-les-Cascades | Gimel-les-Cascades |         | 45° 17′ 56″ nord, 1° 51′ 05″ est | « PA19000019 » | Inscrit    | 2009 | Église Saint-Pardoux de Gimel-les-Cascades |
| Tours de Carbonnières                      | Goulles            |         | 45° 02′ 39″ nord, 2° 06′ 10″ est | « PA00099777 » | Inscrit    | 1970 | Tours de Carbonnières                      |

- Haut – A
- B
- C
- D
- E
- F
- G
- H
- I
- J
- K
- L
- M
- N
- O
- P
- Q
- R
- S
- T
- U
- V
- W
- X
- Y
- Z

### H
| Monument                       | Commune   | Adresse | Coordonnées                      | Notice         | Protection | Date | Illustration                   |
| ------------------------------ | --------- | ------- | -------------------------------- | -------------- | ---------- | ---- | ------------------------------ |
| Église Notre-Dame de Hautefage | Hautefage |         | 45° 04′ 56″ nord, 2° 00′ 08″ est | « PA00099778 » | Inscrit    | 1926 | Église Notre-Dame de Hautefage |

- Haut – A
- B
- C
- D
- E
- F
- G
- H
- I
- J
- K
- L
- M
- N
- O
- P
- Q
- R
- S
- T
- U
- V
- W
- X
- Y
- Z

### J
| Monument                                          | Commune          | Adresse             | Coordonnées                      | Notice         | Protection | Date | Illustration               |
| ------------------------------------------------- | ---------------- | ------------------- | -------------------------------- | -------------- | ---------- | ---- | -------------------------- |
| Église Saint-Gilles-d'Athènes de Jugeals-Nazareth | Jugeals-Nazareth |                     | 45° 04′ 53″ nord, 1° 32′ 47″ est | « PA00099779 » | Classé     | 1928 | Image manquante Téléverser |
| Château de Juillac                                | Juillac          |                     | 45° 19′ 01″ nord, 1° 19′ 06″ est | « PA00099780 » | Inscrit    | 1927 | Image manquante Téléverser |
| Manoir des Miracles                               | Juillac          | 4 cour des Miracles | 45° 19′ 02″ nord, 1° 19′ 17″ est | « PA00099781 » | Inscrit    | 1976 | Image manquante Téléverser |

- Haut – A
- B
- C
- D
- E
- F
- G
- H
- I
- J
- K
- L
- M
- N
- O
- P
- Q
- R
- S
- T
- U
- V
- W
- X
- Y
- Z

### L
| Monument                                                     | Commune          | Adresse            | Coordonnées                      | Notice         | Protection     | Date      | Illustration                                                 |
| ------------------------------------------------------------ | ---------------- | ------------------ | -------------------------------- | -------------- | -------------- | --------- | ------------------------------------------------------------ |
| Église Saint-Marcel de Lagraulière                           | Lagraulière      |                    | 45° 21′ 10″ nord, 1° 38′ 21″ est | « PA00099782 » | Classé         | 1932      | Église Saint-Marcel de Lagraulière                           |
| Église Saint-Calmine de Laguenne                             | Laguenne         |                    | 45° 14′ 29″ nord, 1° 46′ 58″ est | « PA00099783 » | Inscrit        | 1976      | Église Saint-Calmine de Laguenne                             |
| Maison du cardinal Sudre                                     | Laguenne         |                    | 45° 14′ 29″ nord, 1° 46′ 56″ est | « PA00099784 » | Inscrit        | 1927      | Image manquante Téléverser                                   |
| Église Saint-Barthélemy de Lamazière-Basse                   | Lamazière-Basse  |                    | 45° 22′ 19″ nord, 2° 10′ 15″ est | « PA00099785 » | Inscrit        | 1971      | Église Saint-Barthélemy de Lamazière-Basse                   |
| Dolmen de Peyro-Coupeliero                                   | Lamazière-Haute  | La Fumade          | 45° 40′ 03″ nord, 2° 23′ 34″ est | « PA00099786 » | Inscrit        | 1976      | Image manquante Téléverser                                   |
| Château de Lanteuil                                          | Lanteuil         |                    | 45° 07′ 44″ nord, 1° 39′ 34″ est | « PA00099787 » | Inscrit        | 1987      | Château de Lanteuil                                          |
| Château de Lapleau                                           | Lapleau          |                    | 45° 17′ 33″ nord, 2° 10′ 02″ est | « PA00099788 » | Inscrit        | 1975      | Image manquante Téléverser                                   |
| Viaduc des Rochers Noirs                                     | Lapleau          |                    | 45° 16′ 06″ nord, 2° 10′ 56″ est | « PA00135399 » | Classé         | 2000      | Viaduc des Rochers Noirs                                     |
| Église Saint-Martial de Lestards                             | Lestards         |                    | 45° 30′ 54″ nord, 1° 52′ 27″ est | « PA19000005 » | Inscrit Classé | 1998 2002 | Église Saint-Martial de Lestards                             |
| Église Saint-Barthélémy de Liginiac                          | Liginiac         |                    | 45° 24′ 59″ nord, 2° 19′ 53″ est | « PA00099789 » | Classé         | 1930      | Église Saint-Barthélémy de Liginiac                          |
| Château du Peuch                                             | Ligneyrac        |                    | 45° 02′ 17″ nord, 1° 36′ 53″ est | « PA19000004 » | Inscrit        | 1998      | Image manquante Téléverser                                   |
| Château de la Rue                                            | Ligneyrac        |                    | 45° 02′ 37″ nord, 1° 37′ 49″ est | « PA00099790 » | Inscrit        | 1965      | Château de la Rue                                            |
| Église Saint-Cyr-et-Sainte-Julitte de Ligneyrac et l'oradour | Ligneyrac        |                    | 45° 03′ 09″ nord, 1° 37′ 11″ est | « PA00099791 » | Inscrit        | 2024      | Église Saint-Cyr-et-Sainte-Julitte de Ligneyrac et l'oradour |
| Château de Lissac                                            | Lissac-sur-Couze | Le Bourg           | 45° 06′ 10″ nord, 1° 27′ 40″ est | « PA19000002 » | Inscrit        | 1997      | Château de Lissac                                            |
| Château de Mauriolles                                        | Lissac-sur-Couze | Mauriolles         | 45° 06′ 44″ nord, 1° 28′ 47″ est | « PA19000016 » | Inscrit Classé | 2002 2004 | Image manquante Téléverser                                   |
| Église Saint-Pierre de Lissac-sur-Couze                      | Lissac-sur-Couze |                    | 45° 06′ 10″ nord, 1° 27′ 39″ est | « PA00099792 » | Inscrit        | 1972      | Église Saint-Pierre de Lissac-sur-Couze                      |
| Grotte du Moulin de Laguenay                                 | Lissac-sur-Couze | La Boissière       | 45° 05′ 43″ nord, 1° 28′ 11″ est | « PA00132884 » | Inscrit        | 1994      | Grotte du Moulin de Laguenay                                 |
| Église Saint-Étienne de Lubersac                             | Lubersac         |                    | 45° 26′ 39″ nord, 1° 24′ 06″ est | « PA00099793 » | Classé         | 1910      | Église Saint-Étienne de Lubersac                             |
| Maison                                                       | Lubersac         | Place de l'Horloge | 45° 26′ 40″ nord, 1° 24′ 15″ est | « PA19000013 » | Inscrit Classé | 2001 2003 | Maison                                                       |

- Haut – A
- B
- C
- D
- E
- F
- G
- H
- I
- J
- K
- L
- M
- N
- O
- P
- Q
- R
- S
- T
- U
- V
- W
- X
- Y
- Z

### M
| Monument                                                 | Commune                    | Adresse            | Coordonnées                      | Notice         | Protection | Date | Illustration                                            |
| -------------------------------------------------------- | -------------------------- | ------------------ | -------------------------------- | -------------- | ---------- | ---- | ------------------------------------------------------- |
| Castrum de Malemort                                      | Malemort-sur-Corrèze       | Montemart          | 45° 10′ 21″ nord, 1° 33′ 58″ est | « PA19000022 » | Inscrit    | 2012 | Castrum de Malemort                                     |
| Château de Breniges                                      | Malemort-sur-Corrèze       |                    | 45° 10′ 11″ nord, 1° 33′ 49″ est | « PA00099794 » | Inscrit    | 1956 | Château de Breniges                                     |
| Château de Puymaret                                      | Malemort-sur-Corrèze       |                    | 45° 10′ 52″ nord, 1° 35′ 19″ est | « PA19000008 » | Inscrit    | 2000 | Image manquante Téléverser                              |
| Croix de chemin de Malemort-sur-Corrèze                  | Malemort-sur-Corrèze       |                    | 45° 10′ 16″ nord, 1° 33′ 54″ est | « PA00099795 » | Inscrit    | 1927 | Croix de chemin de Malemort-sur-Corrèze                 |
| Église Saint-Sanctin de Malemort-sur-Corrèze             | Malemort-sur-Corrèze       |                    | 45° 10′ 19″ nord, 1° 34′ 27″ est | « PA00099796 » | Classé     | 1905 | Église Saint-Sanctin de Malemort-sur-Corrèze            |
| Ancien prieuré Saint-Xantin appelé « ancien presbytère » | Malemort-sur-Corrèze       | 3 rue de l'Église  | 45° 10′ 19″ nord, 1° 34′ 25″ est | « PA00125506 » | Classé     | 1996 | Ancien prieuré Saint-Xantinappelé « ancien presbytère » |
| Église Saint-Martin de Margerides                        | Margerides                 |                    | 45° 27′ 10″ nord, 2° 23′ 58″ est | « PA00099797 » | Classé     | 1975 | Église Saint-Martin de Margerides                       |
| Sanctuaire gallo-romain des Pièces-Grandes               | Margerides                 | Les Pièces Grandes | 45° 27′ 03″ nord, 2° 25′ 34″ est | « PA00099798 » | Classé     | 1984 | Sanctuaire gallo-romain des Pièces-Grandes              |
| Château de Rabaud                                        | Masseret                   |                    | 45° 32′ 07″ nord, 1° 30′ 52″ est | « PA00099967 » | Inscrit    | 1990 | Image manquante Téléverser                              |
| Église Sainte-Catherine-d'Alexandrie de Masseret         | Masseret                   |                    | 45° 32′ 25″ nord, 1° 31′ 12″ est | « PA00099799 » | Inscrit    | 1986 | Église Sainte-Catherine-d'Alexandrie de Masseret        |
| Motte féodale de Masseret                                | Masseret                   | La Renaudie        | 45° 32′ 26″ nord, 1° 30′ 31″ est | « PA00099800 » | Inscrit    | 1984 | Motte féodale de Masseret                               |
| Église Saint-Martin de Mercœur                           | Mercœur                    |                    | 45° 00′ 55″ nord, 1° 56′ 49″ est | « PA00099801 » | Inscrit    | 1927 | Église Saint-Martin de Mercœur                          |
| Abbatiale Saint-André-et-Saint-Léger de Meymac           | Meymac                     |                    | 45° 32′ 07″ nord, 2° 08′ 53″ est | « PA00099804 » | Classé     | 1840 | Abbatiale Saint-André-et-Saint-Léger de Meymac          |
| Abbaye Saint-André de Meymac                             | Meymac                     |                    | 45° 32′ 06″ nord, 2° 08′ 52″ est | « PA00099802 » | Inscrit    | 1983 | Abbaye Saint-André de Meymac                            |
| Croix de Meymac                                          | Meymac                     |                    | 45° 32′ 09″ nord, 2° 08′ 50″ est | « PA00099803 » | Inscrit    | 1925 | Image manquante Téléverser                              |
| Halle de Meymac                                          | Meymac                     |                    | 45° 32′ 08″ nord, 2° 08′ 53″ est | « PA00099805 » | Inscrit    | 1987 | Halle de Meymac                                         |
| Maison                                                   | Meyrignac-l'Église         |                    | 45° 24′ 03″ nord, 1° 51′ 07″ est | « PA00135401 » | Inscrit    | 1995 | Image manquante Téléverser                              |
| Maison Henri IV                                          | Meyrignac-l'Église         |                    | 45° 24′ 03″ nord, 1° 51′ 08″ est | « PA00135400 » | Inscrit    | 1995 | Image manquante Téléverser                              |
| Église Saint-Vincent de Meyssac                          | Meyssac                    |                    | 45° 03′ 20″ nord, 1° 40′ 28″ est | « PA00099806 » | Inscrit    | 1972 | Église Saint-Vincent de Meyssac                         |
| Halle à grains de Meyssac                                | Meyssac                    |                    | 45° 03′ 21″ nord, 1° 40′ 28″ est | « PA00099807 » | Inscrit    | 1962 | Halle à grains de Meyssac                               |
| Maison Verdier                                           | Meyssac                    | Place de la Mairie | 45° 03′ 21″ nord, 1° 40′ 27″ est | « PA00099808 » | Inscrit    | 1949 | Maison Verdier                                          |
| Fortification gauloise du Puy-du-Tour                    | Monceaux-sur-Dordogne      |                    | 45° 04′ 56″ nord, 1° 55′ 11″ est | « PA00099809 » | Classé     | 1988 | Image manquante Téléverser                              |
| Église Saint-Hippolyte de Montaignac-Saint-Hippolyte     | Montaignac-Saint-Hippolyte |                    | 45° 21′ 19″ nord, 2° 00′ 39″ est | « PA00099810 » | Inscrit    | 1969 | Image manquante Téléverser                              |
| Château de Ventadour                                     | Moustier-Ventadour         |                    | 45° 23′ 32″ nord, 2° 07′ 00″ est | « PA00099811 » | Classé     | 1840 | Château de Ventadour                                    |
| Église Saint-Pierre de Moustier-Ventadour                | Moustier-Ventadour         |                    | 45° 23′ 40″ nord, 2° 06′ 18″ est | « PA00099812 » | Inscrit    | 1972 | Image manquante Téléverser                              |

- Haut – A
- B
- C
- D
- E
- F
- G
- H
- I
- J
- K
- L
- M
- N
- O
- P
- Q
- R
- S
- T
- U
- V
- W
- X
- Y
- Z

### N
| Monument                                                                        | Commune  | Adresse                          | Coordonnées                      | Notice         | Protection | Date | Illustration                                                                   |
| ------------------------------------------------------------------------------- | -------- | -------------------------------- | -------------------------------- | -------------- | ---------- | ---- | ------------------------------------------------------------------------------ |
| Château de Bach                                                                 | Naves    | Bach                             | 45° 19′ 37″ nord, 1° 44′ 54″ est | « PA00125507 » | Inscrit    | 1993 | Image manquante Téléverser                                                     |
| Église Saint-Pierre de Naves                                                    | Naves    |                                  | 45° 18′ 47″ nord, 1° 46′ 03″ est | « PA00099813 » | Inscrit    | 1977 | Église Saint-Pierre de Naves                                                   |
| Fontaine de Naves                                                               | Naves    | Place de l'Église                | 45° 18′ 47″ nord, 1° 46′ 01″ est | « PA00099814 » | Inscrit    | 1927 | Fontaine de Naves                                                              |
| Site archéologique de Tintignac                                                 | Naves    | Site archéologique de Tintignac  | 45° 20′ 00″ nord, 1° 45′ 28″ est | « PA00099815 » | Classé     | 1840 | Site archéologique de Tintignac                                                |
| Église Saint-Julien de Nespouls                                                 | Nespouls |                                  | 45° 02′ 56″ nord, 1° 30′ 09″ est | « PA00099816 » | Inscrit    | 1926 | Église Saint-Julien de Nespouls                                                |
| Château de Neuvic d'Ussel                                                       | Neuvic   |                                  | 45° 23′ 00″ nord, 2° 16′ 20″ est | « PA19000032 » | Inscrit    | 2018 | Château de Neuvic d'Ussel                                                      |
| Sculptures d'Henri Proszynski : Cariatides du préau du jardin public            | Neuvic   | Impasse de la Fontaine du Berger | 45° 22′ 56″ nord, 2° 16′ 22″ est | « PA19000025 » | Inscrit    | 2013 | Sculptures d'Henri Proszynski :Cariatides du préau du jardin public            |
| Sculptures d'Henri Proszynski : entrée du lycée professionnel Marcel Barbanceys | Neuvic   | 20 rue de l'Artisanat            | 45° 22′ 55″ nord, 2° 16′ 25″ est | « PA19000025 » | Inscrit    | 2013 | Sculptures d'Henri Proszynski :entrée du lycée professionnel Marcel Barbanceys |
| Sculptures d'Henri Proszynski : fontaine du Berger                              | Neuvic   | Impasse de la Fontaine du Berger | 45° 22′ 56″ nord, 2° 16′ 21″ est | « PA19000025 » | Inscrit    | 2013 | Sculptures d'Henri Proszynski :fontaine du Berger                              |
| Sculptures d'Henri Proszynski : fontaine de la Poule                            | Neuvic   | Rue de l'Artisanat               | 45° 22′ 54″ nord, 2° 16′ 24″ est | « PA19000025 » | Inscrit    | 2013 | Sculptures d'Henri Proszynski :fontaine de la Poule                            |
| Tour Saint-Mexant                                                               | Neuvic   | Rue de la Brèche                 | 45° 22′ 58″ nord, 2° 16′ 19″ est | « PA00099817 » | Inscrit    | 1972 | Tour Saint-Mexant                                                              |
| Église Saint-Pierre de Neuville                                                 | Neuville |                                  | 45° 06′ 37″ nord, 1° 49′ 48″ est | « PA00099818 » | Inscrit    | 1926 | Église Saint-Pierre de Neuville                                                |
| Château de Lacoste                                                              | Noailhac |                                  | 45° 04′ 37″ nord, 1° 35′ 34″ est | « PA00099819 » | Inscrit    | 1972 | Image manquante Téléverser                                                     |
| Église Saint-Pierre-ès-Liens de Noailhac                                        | Noailhac |                                  | 45° 04′ 22″ nord, 1° 37′ 07″ est | « PA00099820 » | Classé     | 1923 | Église Saint-Pierre-ès-Liens de Noailhac                                       |
| Château de la Fage                                                              | Noailles |                                  | 45° 04′ 59″ nord, 1° 31′ 06″ est | « PA00099821 » | Inscrit    | 1972 | Image manquante Téléverser                                                     |
| Église de l'Assomption-de-Notre-Dame de Noailles                                | Noailles |                                  | 45° 06′ 14″ nord, 1° 31′ 34″ est | « PA00099822 » | Inscrit    | 1929 | Église de l'Assomption-de-Notre-Dame de Noailles                               |
| Manoir de Noailles                                                              | Noailles | Place du 11 novembre 1918        | 45° 06′ 13″ nord, 1° 31′ 33″ est | « PA00099823 » | Inscrit    | 1977 | Manoir de Noailles                                                             |
| Église Saint-Martin de Nonards                                                  | Nonards  |                                  | 45° 01′ 32″ nord, 1° 47′ 41″ est | « PA00099976 » | Inscrit    | 1992 | Église Saint-Martin de Nonards                                                 |

- Haut – A
- B
- C
- D
- E
- F
- G
- H
- I
- J
- K
- L
- M
- N
- O
- P
- Q
- R
- S
- T
- U
- V
- W
- X
- Y
- Z

### O
| Monument           | Commune           | Adresse | Coordonnées                      | Notice         | Protection | Date | Illustration       |
| ------------------ | ----------------- | ------- | -------------------------------- | -------------- | ---------- | ---- | ------------------ |
| Château de Comborn | Orgnac-sur-Vézère | Comborn | 45° 19′ 23″ nord, 1° 28′ 26″ est | « PA00099824 » | Inscrit    | 1985 | Château de Comborn |

- Haut – A
- B
- C
- D
- E
- F
- G
- H
- I
- J
- K
- L
- M
- N
- O
- P
- Q
- R
- S
- T
- U
- V
- W
- X
- Y
- Z

### P
| Monument                                                            | Commune           | Adresse   | Coordonnées                      | Notice         | Protection     | Date | Illustration                                                        |
| ------------------------------------------------------------------- | ----------------- | --------- | -------------------------------- | -------------- | -------------- | ---- | ------------------------------------------------------------------- |
| Église Saint-Martial de Palisse                                     | Palisse           |           | 45° 25′ 08″ nord, 2° 12′ 24″ est | « PA00099825 » | Inscrit Classé | 1976 | Église Saint-Martial de Palisse                                     |
| Croix de Pérols-sur-Vézère                                          | Pérols-sur-Vézère |           | 45° 35′ 11″ nord, 1° 58′ 47″ est | « PA00099826 » | Inscrit        | 1929 | Image manquante Téléverser                                          |
| Église Saint-Léonard de Barsanges                                   | Pérols-sur-Vézère | Barsanges | 45° 34′ 00″ nord, 2° 01′ 16″ est | « PA00099827 » | Inscrit        | 1926 | Église Saint-Léonard de Barsanges                                   |
| Pont de Variéras                                                    | Pérols-sur-Vézère |           | 45° 36′ 18″ nord, 1° 59′ 13″ est | « PA00099972 » | Inscrit        | 1991 | Pont de Variéras                                                    |
| Église de la Transfiguration-de-Notre-Seigneur de Perpezac-le-Blanc | Perpezac-le-Blanc |           | 45° 13′ 20″ nord, 1° 19′ 58″ est | « PA00099828 » | Classé         | 1925 | Église de la Transfiguration-de-Notre-Seigneur de Perpezac-le-Blanc |
| Chapelle du Rat                                                     | Peyrelevade       | Le Rat    | 45° 45′ 10″ nord, 2° 01′ 06″ est | « PA00099829 » | Inscrit        | 1927 | Chapelle du Rat                                                     |
| Croix de chemin de Peyrelevade                                      | Peyrelevade       |           | 45° 42′ 14″ nord, 2° 03′ 16″ est | « PA00099830 » | Classé         | 1928 | Image manquante Téléverser                                          |
| Croix de cimetière de Peyrelevade                                   | Peyrelevade       |           | 45° 42′ 22″ nord, 2° 03′ 12″ est | « PA00099832 » | Inscrit        | 1927 | Image manquante Téléverser                                          |
| Croix des Templiers                                                 | Peyrelevade       |           | 45° 42′ 04″ nord, 2° 03′ 00″ est | « PA00099831 » | Classé         | 1928 | Croix des Templiers                                                 |
| Ferme de Drouillat                                                  | Peyrelevade       |           | 45° 44′ 15″ nord, 2° 03′ 29″ est | « PA00099977 » | Inscrit        | 1992 | Ferme de Drouillat                                                  |

- Haut – A
- B
- C
- D
- E
- F
- G
- H
- I
- J
- K
- L
- M
- N
- O
- P
- Q
- R
- S
- T
- U
- V
- W
- X
- Y
- Z

### Q
| Monument         | Commune             | Adresse | Coordonnées                      | Notice         | Protection | Date | Illustration     |
| ---------------- | ------------------- | ------- | -------------------------------- | -------------- | ---------- | ---- | ---------------- |
| Manoir du Battut | Queyssac-les-Vignes |         | 44° 58′ 00″ nord, 1° 45′ 15″ est | « PA00099833 » | Inscrit    | 1971 | Manoir du Battut |

- Haut – A
- B
- C
- D
- E
- F
- G
- H
- I
- J
- K
- L
- M
- N
- O
- P
- Q
- R
- S
- T
- U
- V
- W
- X
- Y
- Z

### R
| Monument                                  | Commune            | Adresse | Coordonnées                      | Notice         | Protection | Date | Illustration                              |
| ----------------------------------------- | ------------------ | ------- | -------------------------------- | -------------- | ---------- | ---- | ----------------------------------------- |
| Château de Rilhac-Xaintrie                | Rilhac-Xaintrie    |         | 45° 09′ 58″ nord, 2° 11′ 44″ est | « PA00099834 » | Classé     | 1988 | Image manquante Téléverser                |
| Église Saint-Maur de La Roche-Canillac    | La Roche-Canillac  |         | 45° 11′ 45″ nord, 1° 58′ 16″ est | « PA00099835 » | Inscrit    | 1969 | Église Saint-Maur de La Roche-Canillac    |
| Église Sainte-Croix de Rosiers-d'Égletons | Rosiers-d'Égletons |         | 45° 22′ 36″ nord, 2° 00′ 24″ est | « PA00099836 » | Classé     | 1935 | Église Sainte-Croix de Rosiers-d'Égletons |
| Manoir de Seugnac                         | Rosiers-d'Égletons |         | 45° 23′ 40″ nord, 1° 59′ 17″ est | « PA00125508 » | Inscrit    | 1993 | Image manquante Téléverser                |

- Haut – A
- B
- C
- D
- E
- F
- G
- H
- I
- J
- K
- L
- M
- N
- O
- P
- Q
- R
- S
- T
- U
- V
- W
- X
- Y
- Z

### S
| Monument                                                    | Commune                         | Adresse                        | Coordonnées                      | Notice         | Protection            | Date           | Illustration                                                |
| ----------------------------------------------------------- | ------------------------------- | ------------------------------ | -------------------------------- | -------------- | --------------------- | -------------- | ----------------------------------------------------------- |
| Église de la Nativité-de-Saint-Jean-Baptiste de Saillac     | Saillac                         |                                | 45° 02′ 14″ nord, 1° 38′ 19″ est | « PA00099837 » | Classé                | 2007           | Église de la Nativité-de-Saint-Jean-Baptiste de Saillac     |
| Prieuré Saint-Michel-des-Anges                              | Saint-Angel                     |                                | 45° 30′ 10″ nord, 2° 14′ 03″ est | « PA00099838 » | Classé                | 1840 1919 2000 | Prieuré Saint-Michel-des-Anges                              |
| Église Saint-Augustin de Saint-Augustin                     | Saint-Augustin                  |                                | 45° 25′ 27″ nord, 1° 50′ 11″ est | « PA00099839 » | Inscrit               | 1929           | Église Saint-Augustin de Saint-Augustin                     |
| Église Saint-Bonnet-de-Clermont de Saint-Bonnet-Avalouze    | Saint-Bonnet-Avalouze           |                                | 45° 15′ 17″ nord, 1° 49′ 53″ est | « PA00099840 » | Inscrit               | 1927           | Église Saint-Bonnet-de-Clermont de Saint-Bonnet-Avalouze    |
| Église Saint-Bonnet-de-Clermont de Saint-Bonnet-près-Bort   | Saint-Bonnet-près-Bort          |                                | 45° 30′ 15″ nord, 2° 25′ 03″ est | « PA00099843 » | Inscrit               | 1972           | Église Saint-Bonnet-de-Clermont de Saint-Bonnet-près-Bort   |
| Église Saint-Bonnet de Saint-Bonnet-la-Rivière              | Saint-Bonnet-la-Rivière         |                                | 45° 17′ 56″ nord, 1° 22′ 08″ est | « PA00099841 » | Classé                | 1911           | Église Saint-Bonnet de Saint-Bonnet-la-Rivière              |
| Château du Rieux                                            | Saint-Bonnet-les-Tours-de-Merle |                                | 45° 03′ 26″ nord, 2° 03′ 09″ est | « PA00099842 » | Inscrit               | 1931           | Château du Rieux                                            |
| Dolmen de la Chassagne                                      | Saint-Cernin-de-Larche          |                                | 45° 04′ 53″ nord, 1° 25′ 12″ est | « PA00099844 » | Inscrit               | 1988           | Dolmen de la Chassagne                                      |
| Église Saint-Saturnin                                       | Saint-Cernin-de-Larche          | Le Bourg                       | 45° 06′ 10″ nord, 1° 24′ 53″ est | « PA00099845 » | Inscrit               | 1926           | Église Saint-Saturnin                                       |
| Dolmen de la Palein                                         | Saint-Cernin-de-Larche          |                                | 45° 04′ 58″ nord, 1° 24′ 48″ est | « PA00099846 » | Classé                | 1910           | Dolmen de la Palein                                         |
| Château de Saint-Chamant                                    | Saint-Chamant                   | Côte du Château                | 45° 07′ 44″ nord, 1° 53′ 33″ est | « PA19000028 » | Inscrit               | 2014           | Image manquante Téléverser                                  |
| Église Saint-Amant de Saint-Chamant                         | Saint-Chamant                   |                                | 45° 07′ 34″ nord, 1° 53′ 51″ est | « PA00099847 » | Classé Inscrit        | 1913 1969      | Église Saint-Amant de Saint-Chamant                         |
| Église Saint-Cyr-Sainte-Julitte de Saint-Cirgues-la-Loutre  | Saint-Cirgues-la-Loutre         |                                | 45° 04′ 44″ nord, 2° 05′ 57″ est | « PA00099848 » | Inscrit               | 1928           | Église Saint-Cyr-Sainte-Julitte de Saint-Cirgues-la-Loutre  |
| Chapelle Saint-Loup des Plats                               | Saint-Clément                   | Les Plats                      | 45° 19′ 20″ nord, 1° 40′ 11″ est | « PA00099849 » | Inscrit               | 1977           | Image manquante Téléverser                                  |
| Église Saint-Cyr Sainte-Julitte de Saint-Cyr-la-Roche       | Saint-Cyr-la-Roche              |                                | 45° 16′ 13″ nord, 1° 23′ 35″ est | « PA00099850 » | Classé                | 1840           | Église Saint-Cyr Sainte-Julitte de Saint-Cyr-la-Roche       |
| Château de la Morguie                                       | Sainte-Fortunade                | La Morguie                     | 45° 14′ 15″ nord, 1° 44′ 48″ est | « PA00099855 » | Inscrit               | 1985           | Château de la Morguie                                       |
| Château de Sainte-Fortunade                                 | Sainte-Fortunade                | Sainte-Fortunade               | 45° 12′ 27″ nord, 1° 46′ 18″ est | « PA19000003 » | Inscrit               | 1997           | Château de Sainte-Fortunade                                 |
| Église Saint-Martial de Sainte-Fortunade                    | Sainte-Fortunade                |                                | 45° 12′ 26″ nord, 1° 46′ 19″ est | « PA00099856 » | Inscrit               | 1927           | Église Saint-Martial de Sainte-Fortunade                    |
| Ensemble rural de la Rivière                                | Saint-Éloy-les-Tuileries        |                                | 45° 27′ 30″ nord, 1° 17′ 06″ est | « PA00135402 » | Classé                | 1996           | Image manquante Téléverser                                  |
| Villa gallo-romaine du Boin                                 | Saint-Éloy-les-Tuileries        |                                | 45° 27′ 46″ nord, 1° 17′ 17″ est | « PA00099851 » | Classé                | 1988           | Image manquante Téléverser                                  |
| Croix de cimetière de Sainte-Marie-Lapanouze                | Sainte-Marie-Lapanouze          |                                | 45° 25′ 48″ nord, 2° 20′ 27″ est | « PA00099864 » | Inscrit               | 1927           | Croix de cimetière de Sainte-Marie-Lapanouze                |
| Église Notre-Dame-de-l'Assomption de Sainte-Marie-Lapanouze | Sainte-Marie-Lapanouze          |                                | 45° 25′ 50″ nord, 2° 20′ 26″ est | « PA00099865 » | Inscrit               | 1987           | Église Notre-Dame-de-l'Assomption de Sainte-Marie-Lapanouze |
| Château de Laveix                                           | Saint-Étienne-la-Geneste        | Laveix                         | 45° 27′ 07″ nord, 2° 20′ 31″ est | « PA00099852 » | Inscrit               | 1979           | Image manquante Téléverser                                  |
| Église Saint-Étienne de Saint-Étienne-la-Geneste            | Saint-Étienne-la-Geneste        |                                | 45° 26′ 54″ nord, 2° 20′ 45″ est | « PA00099853 » | Inscrit               | 1972           | Église Saint-Étienne de Saint-Étienne-la-Geneste            |
| Château de La Ganne                                         | Saint-Exupéry-les-Roches        |                                | 45° 29′ 41″ nord, 2° 22′ 26″ est | « PA00099854 » | Inscrit               | 1980           | Château de La Ganne                                         |
| Abbaye Notre-Dame de Bonnaigue                              | Saint-Fréjoux                   |                                | 45° 34′ 29″ nord, 2° 21′ 58″ est | « PA19000026 » | Inscrit               | 2013           | Image manquante Téléverser                                  |
| Château du Bazaneix                                         | Saint-Fréjoux                   |                                | 45° 33′ 32″ nord, 2° 22′ 47″ est | « PA00099857 » | Inscrit               | 1987           | Château du Bazaneix                                         |
| Église Saint-Frédulphe de Saint-Fréjoux                     | Saint-Fréjoux                   |                                | 45° 32′ 40″ nord, 2° 22′ 23″ est | « PA00099858 » | Inscrit               | 1973           | Église Saint-Frédulphe de Saint-Fréjoux                     |
| Croix de Rouzeyrol                                          | Saint-Geniez-ô-Merle            | Rouzeyrol                      | 45° 04′ 58″ nord, 2° 04′ 24″ est | « PA00099860 » | Inscrit               | 1927           | Croix de Rouzeyrol                                          |
| Église du Vieux Bourg (ruines)                              | Saint-Geniez-ô-Merle            | le Vieux Bourg                 | 45° 04′ 11″ nord, 2° 04′ 59″ est | « PA00099861 » | Classé                | 1969           | Église du Vieux Bourg (ruines)                              |
| Tours de Merle                                              | Saint-Geniez-ô-Merle            |                                | 45° 03′ 51″ nord, 2° 04′ 29″ est | « PA00099859 » | Classé                | 1927           | Tours de Merle                                              |
| Château de Chadebec                                         | Saint-Germain-les-Vergnes       |                                | 45° 16′ 18″ nord, 1° 37′ 03″ est | « PA00099968 » | Inscrit               | 1990           | Image manquante Téléverser                                  |
| Église Saint-Hilaire-de-Poitiers de Saint-Hilaire-Foissac   | Saint-Hilaire-Foissac           |                                | 45° 19′ 52″ nord, 2° 07′ 34″ est | « PA00099862 » | Inscrit               | 1975           | Église Saint-Hilaire-de-Poitiers de Saint-Hilaire-Foissac   |
| Église Saint-Gall de Saint-Jal                              | Saint-Jal                       |                                | 45° 23′ 50″ nord, 1° 38′ 41″ est | « PA00099863 » | Inscrit               | 1983           | Église Saint-Gall de Saint-Jal                              |
| Église Saint-Martial de Saint-Martial-Entraygues            | Saint-Martial-Entraygues        |                                | 45° 07′ 12″ nord, 1° 58′ 22″ est | « PA00099866 » | Inscrit               | 1927           | Église Saint-Martial de Saint-Martial-Entraygues            |
| Croix de chemin de Saint-Martin-la-Méanne                   | Saint-Martin-la-Méanne          | Route de Rame                  | 45° 10′ 09″ nord, 1° 59′ 09″ est | « PA00099867 » | Inscrit               | 1927           | Image manquante Téléverser                                  |
| Enfeu de Saint-Merd-les-Oussines                            | Saint-Merd-les-Oussines         |                                | 45° 37′ 58″ nord, 2° 02′ 23″ est | « PA00099869 » | Classé                | 1929           | Enfeu de Saint-Merd-les-Oussines                            |
| Presbytère de Saint-Merd-les-Oussines                       | Saint-Merd-les-Oussines         |                                | 45° 37′ 59″ nord, 2° 02′ 23″ est | « PA00099870 » | Inscrit               | 1978           | Image manquante Téléverser                                  |
| Ruines gallo-romaines des Cars                              | Saint-Merd-les-Oussines         | Château des Cars               | 45° 36′ 23″ nord, 2° 01′ 46″ est | « PA00099871 » | Classé                | 1935           | Ruines gallo-romaines des Cars                              |
| Église Saint-Pantaléon de Saint-Pantaléon-de-Lapleau        | Saint-Pantaléon-de-Lapleau      | Aux Corps Saints               | 45° 18′ 28″ nord, 2° 10′ 50″ est | « PA00099872 » | Classé                | 1963           | Image manquante Téléverser                                  |
| Château de Cramier                                          | Saint-Pantaléon-de-Larche       |                                | 45° 07′ 43″ nord, 1° 24′ 36″ est | « PA00099973 » | Inscrit               | 1991           | Image manquante Téléverser                                  |
| Église Saint-Pantaléon de Saint-Pantaléon-de-Larche         | Saint-Pantaléon-de-Larche       |                                | 45° 08′ 27″ nord, 1° 26′ 50″ est | « PA00099873 » | Inscrit               | 1963           | Église Saint-Pantaléon de Saint-Pantaléon-de-Larche         |
| Église Saint-Pardoux de Saint-Pardoux-l'Ortigier            | Saint-Pardoux-l'Ortigier        |                                | 45° 17′ 50″ nord, 1° 34′ 41″ est | « PA00099874 » | Inscrit               | 1972           | Image manquante Téléverser                                  |
| Château de Saint-Priest-de-Gimel                            | Saint-Priest-de-Gimel           |                                | 45° 18′ 00″ nord, 1° 51′ 49″ est | « PA00099875 » | Inscrit               | 1981           | Image manquante Téléverser                                  |
| Croix de Saint-Robert                                       | Saint-Robert                    |                                | 45° 15′ 19″ nord, 1° 17′ 37″ est | « PA00099876 » | Inscrit               | 1927           | Image manquante Téléverser                                  |
| Église Saint-Robert                                         | Saint-Robert                    |                                | 45° 15′ 22″ nord, 1° 17′ 38″ est | « PA00099877 » | Classé                | 1862           | Église Saint-Robert                                         |
| Église Saint-Sauveur de Saint-Salvadour                     | Saint-Salvadour                 |                                | 45° 23′ 34″ nord, 1° 45′ 59″ est | « PA00099878 » | Inscrit               | 1973           | Église Saint-Sauveur de Saint-Salvadour                     |
| Croix de Saint-Solve                                        | Saint-Solve                     | Chemin de l'Église Grand'route | 45° 18′ 37″ nord, 1° 24′ 02″ est | « PA00099879 » | Inscrit               | 1927           | Image manquante Téléverser                                  |
| Église de Saint-Sornin-Lavolps                              | Saint-Sornin-Lavolps            |                                | 45° 22′ 39″ nord, 1° 23′ 01″ est | « PA00099880 » | Inscrit               | 1927           | Image manquante Téléverser                                  |
| Église Saint-Viance de Saint-Viance                         | Saint-Viance                    |                                | 45° 13′ 03″ nord, 1° 27′ 06″ est | « PA00099881 » | Inscrit               | 1972           | Église Saint-Viance de Saint-Viance                         |
| Croix de Saint-Yrieix-le-Déjalat                            | Saint-Yrieix-le-Déjalat         |                                | 45° 27′ 26″ nord, 1° 58′ 13″ est | « PA00099882 » | Inscrit               | 1927           | Croix de Saint-Yrieix-le-Déjalat                            |
| Maison-forte de Montamar                                    | Saint-Yrieix-le-Déjalat         |                                | 45° 29′ 19″ nord, 1° 58′ 00″ est | « PA00099883 » | Inscrit               | 1987           | Image manquante Téléverser                                  |
| Château de la Grènerie                                      | Salon-la-Tour                   |                                | 45° 31′ 25″ nord, 1° 31′ 56″ est | « PA00099978 » | Inscrit               | 1992           | Image manquante Téléverser                                  |
| Maisons Montelly                                            | Salon-la-Tour                   | Saint-Georges                  | 45° 30′ 12″ nord, 1° 30′ 58″ est | « PA00099969 » | Inscrit               | 1990           | Image manquante Téléverser                                  |
| Tour de Salon-la-Tour                                       | Salon-la-Tour                   |                                | 45° 30′ 16″ nord, 1° 32′ 19″ est | « PA00099884 » | Classé                | 1975           | Image manquante Téléverser                                  |
| Château de Bity                                             | Sarran                          |                                | 45° 25′ 01″ nord, 1° 55′ 16″ est | « PA00099885 » | Classé                | 1969           | Image manquante Téléverser                                  |
| Domaine rural du Cher                                       | Sarran                          | Le Cher                        | 45° 24′ 27″ nord, 1° 55′ 53″ est | « PA19000006 » | Inscrit               | 1999           | Image manquante Téléverser                                  |
| Église Saint-Pierre-ès-Liens de Sarran                      | Sarran                          |                                | 45° 24′ 35″ nord, 1° 56′ 15″ est | « PA00099886 » | Inscrit               | 1988           | Église Saint-Pierre-ès-Liens de Sarran                      |
| Château de Pierrefitte                                      | Sarroux - Saint Julien          |                                | 45° 24′ 37″ nord, 2° 27′ 55″ est | « PA00099887 » | Inscrit               | 1927           | Château de Pierrefitte                                      |
| Château de Vaux                                             | Sarroux - Saint Julien          | Vaux                           | 45° 26′ 58″ nord, 2° 26′ 43″ est | « PA19000030 » | Inscrit               | 2017           | Image manquante Téléverser                                  |
| Château de Puyval                                           | Segonzac                        |                                | 45° 15′ 23″ nord, 1° 15′ 36″ est | « PA00099888 » | Inscrit               | 1978           | Image manquante Téléverser                                  |
| Église Sainte-Madeleine de Segonzac                         | Segonzac                        |                                | 45° 16′ 31″ nord, 1° 16′ 41″ est | « PA00099889 » | Inscrit               | 1972           | Image manquante Téléverser                                  |
| Château de Ségur                                            | Ségur-le-Château                | 8 rue Pertinax                 | 45° 25′ 47″ nord, 1° 18′ 17″ est | « PA00099890 » | Classé Inscrit Classé | 1840 2005 2015 | Château de Ségur                                            |
| Grange ovale du Montet                                      | Ségur-le-Château                |                                | 45° 26′ 07″ nord, 1° 16′ 40″ est | « PA00125509 » | Inscrit               | 1993           | Grange ovale du Montet                                      |
| Maison                                                      | Ségur-le-Château                |                                | 45° 25′ 45″ nord, 1° 18′ 15″ est | « PA00099893 » | Classé                | 1969           | Maison                                                      |
| Maison des Appeaux                                          | Ségur-le-Château                |                                | 45° 25′ 48″ nord, 1° 18′ 11″ est | « PA00099891 » | Inscrit               | 1976           | Maison des Appeaux                                          |
| Maison de bois                                              | Ségur-le-Château                |                                | 45° 25′ 45″ nord, 1° 18′ 14″ est | « PA00099894 » | Classé                | 1934           | Image manquante Téléverser                                  |
| Maison Henri IV                                             | Ségur-le-Château                |                                | 45° 25′ 45″ nord, 1° 18′ 14″ est | « PA00099892 » | Classé                | 1934           | Maison Henri IV                                             |
| Château de Seilhac                                          | Seilhac                         |                                | 45° 21′ 58″ nord, 1° 42′ 41″ est | « PA00099974 » | Inscrit               | 2021           | Château de Seilhac                                          |
| Église Notre-Dame de Seilhac                                | Seilhac                         |                                | 45° 22′ 00″ nord, 1° 42′ 41″ est | « PA00099895 » | Inscrit               | 1977           | Église Notre-Dame de Seilhac                                |
| Église Sainte-Radegonde de Sérandon                         | Sérandon                        |                                | 45° 21′ 43″ nord, 2° 20′ 26″ est | « PA00099896 » | Inscrit               | 1926           | Église Sainte-Radegonde de Sérandon                         |
| Chapelle de Glény                                           | Servières-le-Château            |                                | 45° 08′ 00″ nord, 2° 00′ 16″ est | « PA00099897 » | Classé                | 1952           | Chapelle de Glény                                           |
| Église Saint-Saturnin de Sioniac                            | Sioniac                         |                                | 44° 58′ 32″ nord, 1° 49′ 10″ est | « PA00099898 » | Inscrit               | 1949           | Église Saint-Saturnin de Sioniac                            |
| Église Saint-Martin de Sornac                               | Sornac                          |                                | 45° 40′ 00″ nord, 2° 11′ 40″ est | « PA00099899 » | Inscrit               | 1927           | Église Saint-Martin de Sornac                               |
| Commanderie de Soudaine-Lavinadière                         | Soudaine-Lavinadière            |                                | 45° 33′ 26″ nord, 1° 44′ 28″ est | « PA19000009 » | Classé                | 2003           | Commanderie de Soudaine-Lavinadière                         |
| Église Saint-Martin-et-Saint-Blaise de Soudeilles           | Soudeilles                      |                                | 45° 26′ 39″ nord, 2° 04′ 45″ est | « PA00099900 » | Classé                | 1917           | Église Saint-Martin-et-Saint-Blaise de Soudeilles           |
| Viaduc des Rochers Noirs                                    | Soursac                         |                                | 45° 16′ 06″ nord, 2° 10′ 56″ est | « PA00135403 » | Classé                | 2000           | Viaduc des Rochers Noirs                                    |

- Haut – A
- B
- C
- D
- E
- F
- G
- H
- I
- J
- K
- L
- M
- N
- O
- P
- Q
- R
- S
- T
- U
- V
- W
- X
- Y
- Z

### T
| Monument                                                                              | Commune  | Adresse                                         | Coordonnées                      | Notice         | Protection     | Date           | Illustration                                                                        |
| ------------------------------------------------------------------------------------- | -------- | ----------------------------------------------- | -------------------------------- | -------------- | -------------- | -------------- | ----------------------------------------------------------------------------------- |
| Château de Tarnac                                                                     | Tarnac   |                                                 | 45° 41′ 04″ nord, 1° 56′ 42″ est | « PA00099965 » | Inscrit        | 1989           | Image manquante Téléverser                                                          |
| Église Saint-Georges de Tarnac                                                        | Tarnac   |                                                 | 45° 40′ 52″ nord, 1° 56′ 45″ est | « PA00099901 » | Classé         | 1919           | Église Saint-Georges de Tarnac                                                      |
| Puy-Murat                                                                             | Tarnac   |                                                 | 45° 40′ 59″ nord, 1° 55′ 01″ est | « PA00125510 » | Inscrit        | 1993           | Image manquante Téléverser                                                          |
| Chapelle des Pénitents de Treignac Chapelle Saint-Jean-Baptiste de Pénitents Blancs   | Treignac | place des Pénitents                             | 45° 32′ 08″ nord, 1° 47′ 43″ est | « PA00099902 » | Inscrit        | 1932           | Chapelle des Pénitents de TreignacChapelle Saint-Jean-Baptiste de Pénitents Blancs  |
| Collège de Treignac Collège Lakanal                                                   | Treignac | avenue du Général-de-Gaulle                     | 45° 32′ 11″ nord, 1° 47′ 44″ est | « PA00099903 » | Inscrit        | 1932 2011      | Image manquante Téléverser                                                          |
| Tour de Treignac Ancienne école privée de Treignac Hôtel de la famille Forest de Faye | Treignac | Rue E.-Daubech Rue de la Garde                  | 45° 32′ 13″ nord, 1° 47′ 45″ est | « PA00099904 » | Inscrit        | 1963 2011      | Tour de TreignacAncienne école privée de TreignacHôtel de la famille Forest de Faye |
| Église de l'Assomption-de-Notre-Dame Église Notre-Dame-des-Bans de Treignac           | Treignac | place Marc Sangnier                             | 45° 32′ 18″ nord, 1° 47′ 35″ est | « PA00099905 » | Inscrit        | 1932           | Église de l'Assomption-de-Notre-DameÉglise Notre-Dame-des-Bans de Treignac          |
| Halle de Treignac                                                                     | Treignac | place de la Mairie                              | 45° 32′ 13″ nord, 1° 47′ 42″ est | « PA00099906 » | Inscrit        | 1959           | Halle de Treignac                                                                   |
| Chapelle Notre-Dame-de-la-Paix de Treignac Ancien hôtel de ville Salle Paul Pouloux   | Treignac | place de la Mairie, square Paul Pouloux         | 45° 32′ 14″ nord, 1° 47′ 42″ est | « PA00099907 » | Inscrit        | 1932           | Chapelle Notre-Dame-de-la-Paix de TreignacAncien hôtel de villeSalle Paul Pouloux   |
| Maison Maison Lavareille                                                              | Treignac | 3 rue de la Garde                               | 45° 32′ 11″ nord, 1° 47′ 40″ est | « PA00099908 » | Inscrit        | 1932           | MaisonMaison Lavareille                                                             |
| Maison Musée des arts et traditions de la Haute-Vézère                                | Treignac | 5 rue du docteur-Fleyssac Coursière du Plaud    | 45° 32′ 13″ nord, 1° 47′ 39″ est | « PA00099909 » | Inscrit        | 1932           | MaisonMusée des arts et traditions de la Haute-Vézère                               |
| Pont sur la Vézère                                                                    | Treignac | Au Moulin Rue Léo-Champteix Rue Ignace-Dumergue | 45° 32′ 21″ nord, 1° 47′ 38″ est | « PA00099910 » | Inscrit        | 1963           | Pont sur la Vézère                                                                  |
| Croix de chemin de Tudeils                                                            | Tudeils  |                                                 | 45° 03′ 00″ nord, 1° 47′ 38″ est | « PA00099911 » | Inscrit        | 1972           | Croix de chemin de Tudeils                                                          |
| Bains-Douches de Tulle                                                                | Tulle    | Place Martial Brigouleix                        | 45° 15′ 50″ nord, 1° 46′ 00″ est | « PA19000027 » | Inscrit        | 2013           | Image manquante Téléverser                                                          |
| Cathédrale Notre-Dame de Tulle                                                        | Tulle    |                                                 | 45° 16′ 02″ nord, 1° 45′ 56″ est | « PA00099912 » | Classé         | 1862           | Cathédrale Notre-Dame de Tulle                                                      |
| Chapelle de l'Hôpital de Tulle                                                        | Tulle    | Rue de l'Hôpital                                | 45° 16′ 11″ nord, 1° 46′ 15″ est | « PA00099913 » | Inscrit        | 1987           | Image manquante Téléverser                                                          |
| Chapelle Saint-Jacques de Tulle                                                       | Tulle    | 45 quai Gabriel-Péri                            | 45° 15′ 50″ nord, 1° 45′ 57″ est | « PA00099914 » | Inscrit        | 1972           | Image manquante Téléverser                                                          |
| Couvent des Bernardines de Tulle                                                      | Tulle    | Rue du Fouret                                   | 45° 16′ 11″ nord, 1° 46′ 03″ est | « PA00099915 » | Inscrit        | 1927           | Image manquante Téléverser                                                          |
| Église Saint-Pierre de Timme                                                          | Tulle    |                                                 | 45° 16′ 13″ nord, 1° 46′ 26″ est | « PA00099917 » | Classé         | 1987           | Image manquante Téléverser                                                          |
| Hôtel de préfecture de la Corrèze                                                     | Tulle    | 1 rue Souham                                    | 45° 16′ 16″ nord, 1° 46′ 08″ est | « PA19000010 » | Inscrit        | 2000           | Hôtel de préfecture de la Corrèze                                                   |
| Immeuble                                                                              | Tulle    | 10 place Gambetta                               | 45° 16′ 06″ nord, 1° 46′ 18″ est | « PA00099918 » | Inscrit        | 1963           | Immeuble                                                                            |
| Immeuble                                                                              | Tulle    | 6 rue des Portes-Chanac                         | 45° 16′ 08″ nord, 1° 46′ 13″ est | « PA00099919 » | Inscrit        | 1949           | Image manquante Téléverser                                                          |
| Immeuble Lauthonie                                                                    | Tulle    | 13 rue Riche 12 avenue Charles de Gaulle        | 45° 16′ 06″ nord, 1° 46′ 13″ est | « PA00099924 » | Classé         | 1991           | Immeuble Lauthonie                                                                  |
| Lycée Edmond-Perrier                                                                  | Tulle    | 3 avenue de Henri-de-Bournazel                  | 45° 16′ 06″ nord, 1° 46′ 06″ est | « PA19000001 » | Inscrit        | 1996           | Lycée Edmond-Perrier                                                                |
| Maison                                                                                | Tulle    | 117 rue de la Barrière                          | 45° 16′ 03″ nord, 1° 46′ 13″ est | « PA00099921 » | Inscrit        | 1932           | Maison                                                                              |
| Maison                                                                                | Tulle    | 6 place Émile-Zola                              | 45° 16′ 05″ nord, 1° 46′ 13″ est | « PA00099922 » | Inscrit        | 1927           | Maison                                                                              |
| Maison                                                                                | Tulle    | 5 rue Tour-de-Maïsse Rue de la Beylie           | 45° 16′ 07″ nord, 1° 46′ 15″ est | « PA00099925 » | Inscrit        | 1927           | Image manquante Téléverser                                                          |
| Maison                                                                                | Tulle    | 45 rue du Trech                                 | 45° 16′ 13″ nord, 1° 46′ 08″ est | « PA00099926 » | Inscrit        | 1972           | Image manquante Téléverser                                                          |
| Maison de Loyac                                                                       | Tulle    | 18 place Gambetta                               | 45° 16′ 05″ nord, 1° 46′ 16″ est | « PA00099923 » | Classé Inscrit | 1927 2003      | Maison de Loyac                                                                     |
| Maison des Seilhac                                                                    | Tulle    | 6 rue d'Alverge                                 | 45° 16′ 07″ nord, 1° 46′ 26″ est | « PA00099920 » | Inscrit        | 1932           | Image manquante Téléverser                                                          |
| Théâtre L'Eden                                                                        | Tulle    | Quai de la République                           | 45° 16′ 01″ nord, 1° 46′ 15″ est | « PA00099927 » | Inscrit        | 1977           | Théâtre L'Eden                                                                      |
| Tour d'Alverge                                                                        | Tulle    | 7 rue d'Alverge                                 | 45° 16′ 07″ nord, 1° 46′ 26″ est | « PA00099928 » | Inscrit        | 1927           | Image manquante Téléverser                                                          |
| Chapelle des Capucins de Turenne                                                      | Turenne  |                                                 | 45° 03′ 18″ nord, 1° 35′ 03″ est | « PA00099929 » | Classé         | 1966           | Chapelle des Capucins de Turenne                                                    |
| Château de Linoire                                                                    | Turenne  |                                                 | 45° 02′ 36″ nord, 1° 35′ 08″ est | « PA00099931 » | Inscrit Classé | 1987 1989      | Image manquante Téléverser                                                          |
| Château de Turenne                                                                    | Turenne  |                                                 | 45° 03′ 19″ nord, 1° 35′ 01″ est | « PA00099930 » | Classé         | 1840 1890 2015 | Château de Turenne                                                                  |
| Collégiale Notre-Dame-et-Saint-Pantaléon de Turenne                                   | Turenne  |                                                 | 45° 03′ 14″ nord, 1° 35′ 03″ est | « PA00099932 » | Classé         | 1987           | Collégiale Notre-Dame-et-Saint-Pantaléon de Turenne                                 |
| Maison Ceyroux Maison des Chanoines                                                   | Turenne  | Rue Joseph Rouveyrol                            | 45° 03′ 15″ nord, 1° 34′ 58″ est | « PA00099935 » | Inscrit        | 1949           | Maison CeyrouxMaison des Chanoines                                                  |
| Maison Duché Hôtel de Carbonnières                                                    | Turenne  | Rue Droite                                      | 45° 03′ 17″ nord, 1° 34′ 58″ est | « PA00099933 » | Inscrit        | 1949           | Maison DuchéHôtel de Carbonnières                                                   |
| Maison Livet                                                                          | Turenne  | Rue Droite                                      | 45° 03′ 17″ nord, 1° 34′ 58″ est | « PA00099934 » | Inscrit        | 1949           | Maison Livet                                                                        |

- Haut – A
- B
- C
- D
- E
- F
- G
- H
- I
- J
- K
- L
- M
- N
- O
- P
- Q
- R
- S
- T
- U
- V
- W
- X
- Y
- Z

### U
| Monument                      | Commune | Adresse                                         | Coordonnées                      | Notice         | Protection     | Date      | Illustration                  |
| ----------------------------- | ------- | ----------------------------------------------- | -------------------------------- | -------------- | -------------- | --------- | ----------------------------- |
| Église Saint-Julien d'Ussac   | Ussac   |                                                 | 45° 11′ 33″ nord, 1° 30′ 31″ est | « PA00099936 » | Inscrit        | 1963      | Image manquante Téléverser    |
| Camp de César                 | Ussel   | Le Charlat                                      | 45° 31′ 15″ nord, 2° 18′ 20″ est | « PA00099944 » | Inscrit        | 1977      | Image manquante Téléverser    |
| Château de la Mothe           | Ussel   |                                                 | 45° 35′ 15″ nord, 2° 18′ 57″ est | « PA00099937 » | Inscrit        | 1980      | Image manquante Téléverser    |
| Église Saint-Martin d'Ussel   | Ussel   |                                                 | 45° 32′ 49″ nord, 2° 18′ 33″ est | « PA00099938 » | Inscrit        | 1926      | Image manquante Téléverser    |
| Hôtel Ventadour               | Ussel   |                                                 | 45° 32′ 54″ nord, 2° 18′ 36″ est | « PA00099939 » | Inscrit        | 1932      | Hôtel Ventadour               |
| Immeuble                      | Ussel   | 7 avenue Carnot                                 | 45° 32′ 49″ nord, 2° 18′ 36″ est | « PA00099940 » | Inscrit        | 1963      | Image manquante Téléverser    |
| Maison                        | Ussel   | 6 rue de l'Église                               | 45° 32′ 50″ nord, 2° 18′ 33″ est | « PA00099941 » | Inscrit        | 1929      | Image manquante Téléverser    |
| Maison                        | Ussel   | 5 place Joffre                                  | 45° 32′ 50″ nord, 2° 18′ 34″ est | « PA00099942 » | Inscrit        | 1929      | Image manquante Téléverser    |
| Maison                        | Ussel   | 2 rue du Sénéchal                               | 45° 32′ 50″ nord, 2° 18′ 35″ est | « PA00099943 » | Inscrit        | 1929      | Image manquante Téléverser    |
| Château Bécharie              | Uzerche |                                                 | 45° 25′ 24″ nord, 1° 33′ 46″ est | « PA00099945 » | Classé Inscrit | 1907 1987 | Château Bécharie              |
| Château Pontier               | Uzerche |                                                 | 45° 25′ 32″ nord, 1° 33′ 55″ est | « PA00099946 » | Inscrit        | 1932 1988 | Château Pontier               |
| Église Saint-Pierre d'Uzerche | Uzerche |                                                 | 45° 25′ 29″ nord, 1° 33′ 50″ est | « PA00099947 » | Classé         | 1840      | Église Saint-Pierre d'Uzerche |
| Maison Boyer-Chammard         | Uzerche | 18 place de la Libération 3 place des Vignerons | 45° 25′ 26″ nord, 1° 33′ 46″ est | « PA00135404 » | Inscrit        | 1995      | Maison Boyer-Chammard         |
| Maison Eyssartier             | Uzerche |                                                 | 45° 25′ 28″ nord, 1° 33′ 46″ est | « PA00099948 » | Classé         | 1927      | Maison Eyssartier             |
| Maison à pans de bois         | Uzerche | 21 rue Pierre-Chalaud                           | 45° 25′ 31″ nord, 1° 33′ 52″ est | « PA00099951 » | Inscrit        | 1988      | Maison à pans de bois         |
| Maison du Sénéchal            | Uzerche | 14 rue de la Justice                            | 45° 25′ 34″ nord, 1° 33′ 56″ est | « PA00099949 » | Inscrit        | 1986      | Image manquante Téléverser    |
| Maison de Tayac               | Uzerche | Avenue de Tayac                                 | 45° 25′ 31″ nord, 1° 33′ 53″ est | « PA00099950 » | Inscrit        | 2020      | Maison de Tayac               |
| Pont Turgot                   | Uzerche |                                                 | 45° 25′ 35″ nord, 1° 34′ 00″ est | « PA00099970 » | Inscrit        | 1990      | Pont Turgot                   |
| Tour du Prince Noir           | Uzerche | 9, place des Vignerons                          | 45° 25′ 26″ nord, 1° 33′ 47″ est | « PA00099952 » | Inscrit        | 1933 2013 | Tour du Prince Noir           |

- Haut – A
- B
- C
- D
- E
- F
- G
- H
- I
- J
- K
- L
- M
- N
- O
- P
- Q
- R
- S
- T
- U
- V
- W
- X
- Y
- Z

### V
| Monument                                                          | Commune            | Adresse             | Coordonnées                      | Notice         | Protection     | Date      | Illustration                        |
| ----------------------------------------------------------------- | ------------------ | ------------------- | -------------------------------- | -------------- | -------------- | --------- | ----------------------------------- |
| Pigeonnier-porche du Four                                         | Varetz             | Le Four             | 45° 10′ 50″ nord, 1° 26′ 37″ est | « PA19000021 » | Inscrit        | 2010      | Pigeonnier-porche du Four           |
| Église Notre-Dame de Veyrières                                    | Veyrières          |                     | 45° 29′ 23″ nord, 2° 23′ 35″ est | « PA00099953 » | Inscrit        | 1971      | Image manquante Téléverser          |
| Église Saint-Martin de Viam                                       | Viam               |                     | 45° 36′ 33″ nord, 1° 53′ 05″ est | « PA00099954 » | Classé         | 1976      | Église Saint-Martin de Viam         |
| Abbaye Saint-Pierre du Vigeois                                    | Vigeois            |                     | 45° 22′ 46″ nord, 1° 30′ 57″ est | « PA00099955 » | Classé         | 1886      | Abbaye Saint-Pierre du Vigeois      |
| Vieux pont de Vigeois sur la Vézère                               | Vigeois            |                     | 45° 22′ 57″ nord, 1° 30′ 47″ est | « PA00099956 » | Classé         | 1969      | Vieux pont de Vigeois sur la Vézère |
| Croix de chemin de Vignols                                        | Vignols            | Rue Pierre Eyrolles | 45° 19′ 08″ nord, 1° 23′ 25″ est | « PA00099916 » | Inscrit        | 1927 2013 | Image manquante Téléverser          |
| Église de Vignols (abside)                                        | Vignols            |                     | 45° 19′ 09″ nord, 1° 23′ 23″ est | « PA00099957 » | Inscrit        | 1927      | Image manquante Téléverser          |
| Église Saint-Martin de Vitrac-sur-Montane                         | Vitrac-sur-Montane |                     | 45° 22′ 34″ nord, 1° 56′ 15″ est | « PA00099958 » | Classé Inscrit | 1973      | Image manquante Téléverser          |
| Chapelle du Saillant                                              | Voutezac           | le Saillant         | 45° 16′ 38″ nord, 1° 27′ 22″ est | « PA00099959 » | Classé         | 2008      | Chapelle du Saillant                |
| Château du Saillant                                               | Voutezac           | le Saillant         | 45° 16′ 39″ nord, 1° 27′ 26″ est | « PA00099960 » | Inscrit        | 1979 1997 | Château du Saillant                 |
| Domaine du château du Saillant Vieux (nombreuses îles du domaine) | Voutezac           | le Saillant Vieux   | 45° 16′ 51″ nord, 1° 27′ 39″ est | « PA19000033 » | Inscrit        | 2020      | Image manquante Téléverser          |
| Pont du Saillant                                                  | Voutezac           | le Saillant         | 45° 16′ 34″ nord, 1° 27′ 27″ est | « PA00099961 » | Classé         | 1969      | Pont du Saillant                    |

- Haut – A
- B
- C
- D
- E
- F
- G
- H
- I
- J
- K
- L
- M
- N
- O
- P
- Q
- R
- S
- T
- U
- V
- W
- X
- Y
- Z

### Y
| Monument                          | Commune  | Adresse | Coordonnées                      | Notice         | Protection | Date | Illustration                      |
| --------------------------------- | -------- | ------- | -------------------------------- | -------------- | ---------- | ---- | --------------------------------- |
| Église Saint-Hippolyte d'Yssandon | Yssandon |         | 45° 12′ 30″ nord, 1° 22′ 07″ est | « PA00099962 » | Classé     | 1963 | Église Saint-Hippolyte d'Yssandon |
| Tour du puy d'Yssandon            | Yssandon |         | 45° 12′ 40″ nord, 1° 22′ 02″ est | « PA00099963 » | Classé     | 1963 | Tour du puy d'Yssandon            |